# Самоходное шасси
Самоходное шасси — моторизированное транспортное средство, предназначенное для размещения на нём различного оборудования (машин, механизмов, орудий). Как правило, выпускается серийно. В зависимости от типа применяемых узлов и агрегатов различают автомобильное, тракторное и специальное самоходное шасси.

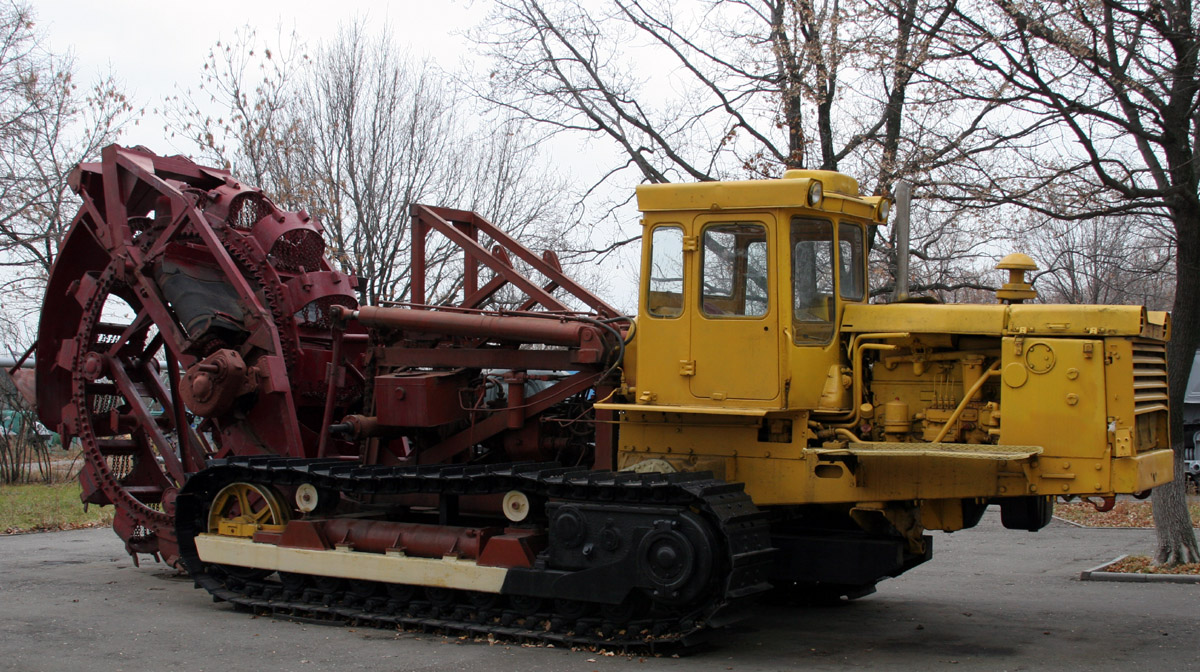
Роторный траншейный экскаватор ЭТР-204 на гусеничном самоходном шасси на базе трактора Т-130

Самоходное шасси обычно используется в тех случаях, когда по соображениям унификации или разделения производства выгодно производить шасси на одном специализированном заводе (автомобильном, тракторном), а оборудование — на другом. При этом одна и та же модель шасси может использоваться с различным оборудованием, а одно и то же оборудование размещаться на различных шасси. Пример — автокраны. В зависимости от условий эксплуатации крановое оборудование может быть установлено на автомобильное шасси дорожного типа (например, МАЗ) или шасси повышенной проходимости (например, «Урал»).
Кроме того, применение универсальных самоходных шасси удобно в сельском хозяйстве, где сезонность работ требует применения сменного оборудования.
Более подробная информация содержится в статьях:
- Автомобильное самоходное шасси
- Тракторное самоходное шасси